# Хронологія архітектурних стилів

## після 1900
- Архітектурні стилі після 1900 року

## 1750–1900
- Архітектурні стилі 1750–1900 років

## 1000–1750
- Після 1000 року

## 6000 рік до н.е.— сьогодення
- 8000 років тому — після 1000 року див. вище.

## Ресурси Інтернету
- Voorthuis — Timelines (archived copy)